# Мадина (Армения)
Мади́на (арм. Մադինա) — деревня в Гехаркуникской области Армении. В 1922 году заселена несколькими семьями беженцев из Алашкерта, которые ранее поселились в Неркин-Геташене.

## География
Расположена в 12 км к юго-западу от города Мартуни и в 6 км к югу от села Верин-Геташен.
Климат континентальный, средняя годовая температура в районе +2 °C. Самым жарким месяцем является август, а самый холодный — январь. Среднее годовое количество осадков составляет 809 мм. Самый влажный месяц — май (в среднем 102 мм осадков), самый сухой — декабрь (46 мм осадков).
В 4 км к юго-западу от села располагается гора Армаган, представляющая собой потухший вулкан высотой 2829 метров над уровнем моря и являющаяся достопримечательностью.

## Инфраструктура
Имеется регулярное автобусное сообщение с городом Мартуни и селом Верин-Геташен (по состоянию на 2019 год эксплуатируется автобус ПАЗ-672). Деревня электрифицирована и газифицирована. Есть библиотека, школа, дом культуры, почтовое отделение и медпункт.

## Памятники истории
По сведениям 1873 года в селе имелись развалины церкви.

## Население
По данным «Сборника сведений о Кавказе» 1880 года, в селе Мадина Новобаязетского уезда Эриванской губернии по сведениям 1873 года было 27 дворов и проживало 208 азербайджанцев (указаны как «татары»), которые были шиитами.
По данным Кавказского календаря, в 1911 году в селе Мадина Новобаязетского уезда проживало 443 человека, в основном азербайджанцы, указанные как «татары».

## Знаменитые уроженцы
- Гасанов, Али Алишер оглы (1920—1977) — журналист, депутат Совета депутатов Армянской ССР VI и VII созывов.[источник не указан 912 дней]